# هزاره‌ها (کتاب)
هزاره‌ها کتابی راجع به تاریخ قوم هزاره است که نویسندهٔ آن حسن پولادی می‌باشد.